# Alejandra Xanic von Bertrab
Alejandra Xanic von Bertrab Wilhelm (n. Ciudad de México, 1967) es una periodista freelance mexicana ganadora del Premio Nacional de Periodismo en 1992 y de un Premio Pulitzer en la categoría Periodismo de Investigación en 2013, este último junto al periodista estadounidense David Barstow. Es la primera periodista mexicana en ser galardonada con un Pulitzer en ese campo

## Biografía

### Primeros años y educación
Von Bertrab se mudó a Guadalajara, Jalisco, desde la Ciudad de México a la edad de 14 años y estudió Ciencias de la Comunicación en el Instituto Tecnológico y de Estudios Superiores de Occidente (ITESO) de esa ciudad. Obtuvo su maestría como periodista internacional en la Annenberg School for Communication and Journalism de la Universidad del Sur de California en 1996.

### Carrera
Inició su trayectoria profesional en un programa de radio del ITESO y como periodista de investigación en el recién fundado periódico Siglo 21 en 1991, uno de los primeros periódicos mexicanos en tener una unidad de periodistas de investigación. Ganó el Premio Nacional de Periodismo en 1992, por su cobertura de las explosiones de gasolina en Guadalajara, un trágico accidente que destruyó varios kilómetros de calles, causó más de 1000 heridos y más de 200 muertos y dejó sin hogar alrededor de 15 000 personas. Siglo 21 fue el único periódico que cubrió el preámbulo de la explosión, que von Bertrab había pronosticado con antelación.
Continuó trabajando en el Siglo 21 cuando este se convirtió en el periódico Público y tiempo después se mudó a la Ciudad de México,  donde se dedicó al periodismo independiente y fue editora de la revista Expansión de CNN, también investigó sobre problemas de salud y otros temas sociales para la edición mexicana de Cambio. Por su trabajo se ha convertido en experta en el manejo de la ley de libertad de información de México y se ha encargado de entrenar a otros periodistas en su aplicación. Formó parte de un grupo de reporteros del Consorcio Internacional de Periodistas de Investigación que  examinó las estrategias de cabildeo de la industria del tabaco en 2010 y 2011.
En 2012, Von Bertrab colaboró con David Barstow, periodista de The New York Times, en una pesquisa que concluyó que Wal-Mart utilizó sobornos para dominar el mercado mexicano, lo que dio por resultado cambios en las prácticas de la empresa. La compañía se vio obligada a realizar un informe que detallaba cómo pretendía prevenir estas prácticas en el futuro. El reportaje les hizo merecedores del Premio George Polk en 2012 y el Premio Pulitzer en la categoría Periodismo de Investigación en 2013. Von Bertrab es la primera periodista mexicana en ser galardonada con un Pulitzer en ese campo.